# Teragra cammae
Teragra cammae is een vlinder uit de familie van de Metarbelidae. De wetenschappelijke naam van de soort is voor het eerst  gepubliceerd in 2007 door Ingo Lehmann.
De soort komt voor in Namibië.